# Pulau Kumala
Pulau Kumala är en artificiell ö i Indonesien.   Den ligger i provinsen Kalimantan Timur, i den nordvästra delen av landet, 1 300 km nordost om huvudstaden Jakarta. Pulau Kumala ligger 1 meter över havet.